# 本顿 (阿拉巴马州)
本顿（英語：Benton），是美国阿拉巴马州下属的一座城市。面积约为0.3平方英里（约合0.78平方公里）。根据2010年美国人口普查，该市有人口49人，人口密度为162.25/平方英里（约合62.82/平方公里）。